# 惡靈古堡：死亡島
《惡靈古堡：死亡島》（日語：バイオハザード デスアイランド、Biohazard: Death Island）是一部2023年日本制作的《生化危機系列》CG動作恐怖電影。本片是繼2008年《惡靈古堡：惡化》、2012年《惡靈古堡：詛咒》及2017年《惡靈古堡：血仇》的第四部CG電影。本片於2023年6月22日在新加坡上映，6月29日在台灣及香港上映，7月7日在日本上映。本片的劇院版沒有日語配音版，僅以英語配音及日語字幕版上映。但於同年10月25日發行的藍光、DVD版則預定加入日語配音。
本片由曾執導過CG動畫影集《惡靈古堡：無盡闇黑》的導演羽住英一郎執導，《咒怨》系列導演清水崇任執行製片，索尼影業家庭娛樂及角川大映工作室發行。

## 故事大綱
事件發生一年後的2015年，掌握某機密情報的「安東尼奧·泰勒」遭人綁架，里昂因此上前追趕綁架他的武裝集團的車輛。然而，在神秘女子的妨礙下，歹徒逃脫了。經過事後調查，該綁匪的車輛與神祕女子都前往了監獄島，里昂於是選擇暗中潛入該地。
同時刻，舊金山發生了感染途徑不明的殭屍疫情，反生物恐怖組織“BSAA”的克里斯和吉兒以及顧問蕾貝卡便前往調查此事。在克蕾兒所屬的非政府組織“諦拉席芙”的合作調查之下，一行人從被沖上海灘的虎鯨屍體上的咬痕中檢測出T病毒，又更進一步查出所有變成殭屍的受害者都造訪過曾經是監獄島的「阿爾卡特拉斯（Alcatraz）」。克里斯一行人因此便搭乘渡輪前往監獄島調查。
此外，美國國防部的資料遭不明人士未經授權存取，導致克里斯、里昂、吉兒及克蕾兒的數據被盜走。蕾貝卡從漢妮卡那得知此訊息後，便拿上剛製作好的新型T病毒疫苗與政府組織的突擊部隊一同前往監獄島。

## 登場人物

### 主要人物
克里斯·雷德菲爾（Chris Redfield）
配音：（英語）凱文·多曼 /（日語）東地宏樹
本片男主角。前浣熊市警局特殊部隊S.T.A.R.S隊員，現為反生化武器組織BSAA的A隊（Alpha Team）隊長。
里昂·S·甘乃迪（Leon S. Kennedy）
配音：（英語）馬修·默瑟 /（日語）森川智之
本片男主角。前浣熊市警局的警員，現為美國政府DSO的特務。
吉兒·范倫廷（Jill Valentine）
配音：（英語）妮可·湯普金斯 /（日語）湯屋敦子
本片女主角。前浣熊市警局特殊部隊S.T.A.R.S隊員，現為反生化武器組織BSAA的隊員。
蕾貝卡·錢伯斯（Rebecca Chambers）
配音：（英語）艾琳·卡希爾 /（日語）小清水亞美
本片女主角。前浣熊市警局特殊部隊S.T.A.R.S隊員，現任芝加哥的大學講師兼BSAA的顧問。協助里昂對付迪倫時，利用泰勒的後門程式打出了致勝關鍵，因而造就了迪蘭的死亡。
克蕾兒·雷德菲爾（Claire Redfield）
配音：（英語）史蒂芬妮·潘尼希洛 /（日語）甲斐田裕子
本片女主角。非政府組織（NGO）諦拉席芙（TerraSave）的成員。

### 其他人物
迪蘭·布雷克（Dylan Blake）
配音：（英語）達曼·米爾斯 /（日語）子安武人
本片反派。前保護傘特殊部隊（Umbrella Security Service）成員，因拉昆市事件而對世界產生恨意，因此決心向世界展開報復。最後因蕾貝卡反控制的病毒注射過量，以及里昂等人的聯合攻擊下死亡。
瑪麗亞·戈梅茲（Maria Gomez）
配音：（英語）克莉絲汀娜·維 /（日語）大原沙耶香
本片反派。格連婚禮中倖存的親友及事件中的唯一倖存者。於事件最後目賭自己的最強改造生化武器親生父親迪艾哥·戈梅茲的面具殘留在碎片上，因此抱着恨之入骨的內心準備向着克里斯等人展開復仇。本次則協助迪蘭引發生物災害。最後在與里昂對決時被擊敗，身體被鋼筋刺穿而死。
安東尼奧·泰勒（Antonio Taylor）
配音：（英語）法蘭克·托達洛 /（日語）上田燿司
因掌握某機密情報而遭武裝集團綁架的男子。最後被迪蘭射殺，死前給克蕾兒一組能破解蚊形生物武器的密碼。
英格莉·漢妮卡（Ingrid Hunnigan）
配音：（英語）莎莉·沙菲歐蒂 /（日語）杉本優
和以往《4》、《6》一樣，為里昂提供任務訊息。本片中僅聲音登場。
JJ
配音：（英語）路西恩·道奇 /（日語）增田俊樹
前保護傘特殊部隊成員。迪蘭的友人，在拉昆市事件期間曾與迪蘭並肩作戰。某次任務時遭殭屍啃咬，最後被迪蘭用鐵箱砸頭死亡。

## 開發與發行
2023年2月2日，索尼影業家庭娛樂公佈了該電影，IGN亦發佈了該電影的獨家預告片。據IGN報導稱，該電影將於2023年夏季上映，由羽住英一郎執導、深見真編劇。索尼將在全球發行該電影，但不包括日本。
2023年4月，官方公布本片將於同年7月7日在日本上映。其他地區將於7月25日通過隨選視訊以及DVD、藍光和4K藍光發行。

### 漫畫
2023年5月，卡普空宣布將由Niconico靜畫每月在角川多玩國的Comic Hu上連載《死亡島》的漫畫。由（ZINO Kodakujii）繪製。

## 製作
- 導演：羽住英一郎（日语：羽住英一郎）
- 製片人：篠原宏康
- 執行製片人：清水崇
- 編劇：深見真（日语：深見真）
- 音樂：近藤嶺
- 原作監製：川田將央
- 製片商：TMS娛樂
- CG製作：Quebico
- 原作：卡普空
- 配給：角川 ANIMATION

## 促銷
2023年4月18日，Little Armory宣布將製作克里斯、吉兒和里昂使用的小型武器的1/12比例模型（M60、AA12和M870）。
2023年4月19日，精工手錶與卡普空合作推出克里斯的SBXC129及里昂的SBXC131型號手錶，於5月發布，全球限量600枚。

## 批評
IGN給這部電影打了6/10分，並寫道該片有“強烈的動作感和運動感，但缺乏整個對話的內容”。《Bloody Disgusting》給了該片3/5分，寫道“死亡島是一部紮實的電影。遊戲和電影角色的結合，在很多方面都超越了前三部。這部電影最終可能不會對遊戲系列產生任何影響，但它象徵著《惡靈古堡》動畫系列終於開始得到它的青睞”。《Paste》雜誌給該片評分為4.5/10分，指出“多年來，《惡靈古堡》已經培育出許多不同的動作恐怖類型。不幸的是，《死亡島》是其最弱的變體之一”。

## 備註
1. ↑  3DCG制作
2. ↑  監製
3. ↑  $43,161來自阿拉伯聯合大公國、越南及紐西蘭[5]；$18,350來自澳洲[6]